# Janikowo (gmina)
Pour les articles homonymes, voir Janikowo (homonymie).
Janikowo est une gmina mixte du powiat de Inowrocław, Couïavie-Poméranie, dans le centre-nord de la Pologne. Son siège est la ville de Janikowo, qui se situe environ 12 km au sud-ouest d'Inowrocław, 42 km au sud de Bydgoszcz, et 47 km au sud-ouest de Toruń.
La gmina couvre une superficie de 92,3 km2 pour une population de 13 635 habitants.

## Géographie
La gmina est bordée par les gminy de Dąbrowa, Łabiszyn, Pakość, Złotniki Kujawskie et Żnin.